# Казинка (Елецкий район)
Кази́нка — деревня Лавского сельского поселения Елецкого района Липецкой области. Расположена на правом, противоположном от Ельца, берегу реки Сосны.
Впервые упоминается в «Экономических примечаниях Елецкого уезда» 1778 года.
Название происходит от слова казистый — то есть хороший. Здесь — хорошее место для поселения.

## Население
| 2010 |
| ---- |
| 1532 |